# 고쿠사이센터역 (아이치현)
고쿠사이센터역(일본어: 国際センター駅→국제센터역)은 일본 아이치현 나고야시 나카무라구에 위치한 철도역이다.

## 역 구조
섬식 승강장 1면 2선의 지하역. 나고야 역과 지하 상가와 직결하고 있어, 일체화 한 것 같은 느낌이 있다.

### 타는 곳
| 1 | ■ 사쿠라도리 선 | 이마이케·아라타마바시·도쿠시게 방면 |
| 2 | ■ 사쿠라도리 선 | 나고야·다이코도리 방면              |

## 역세권 정보
- 나고야 국제 센터
- 나고야 역앞 지하 상가
- 아이치 현 산업 노동 센터

## 역사
- 1989년 9월 10일: 영업 개시.
- 2011년 2월 12일: 스크린도어 사용 개시.

## 사진

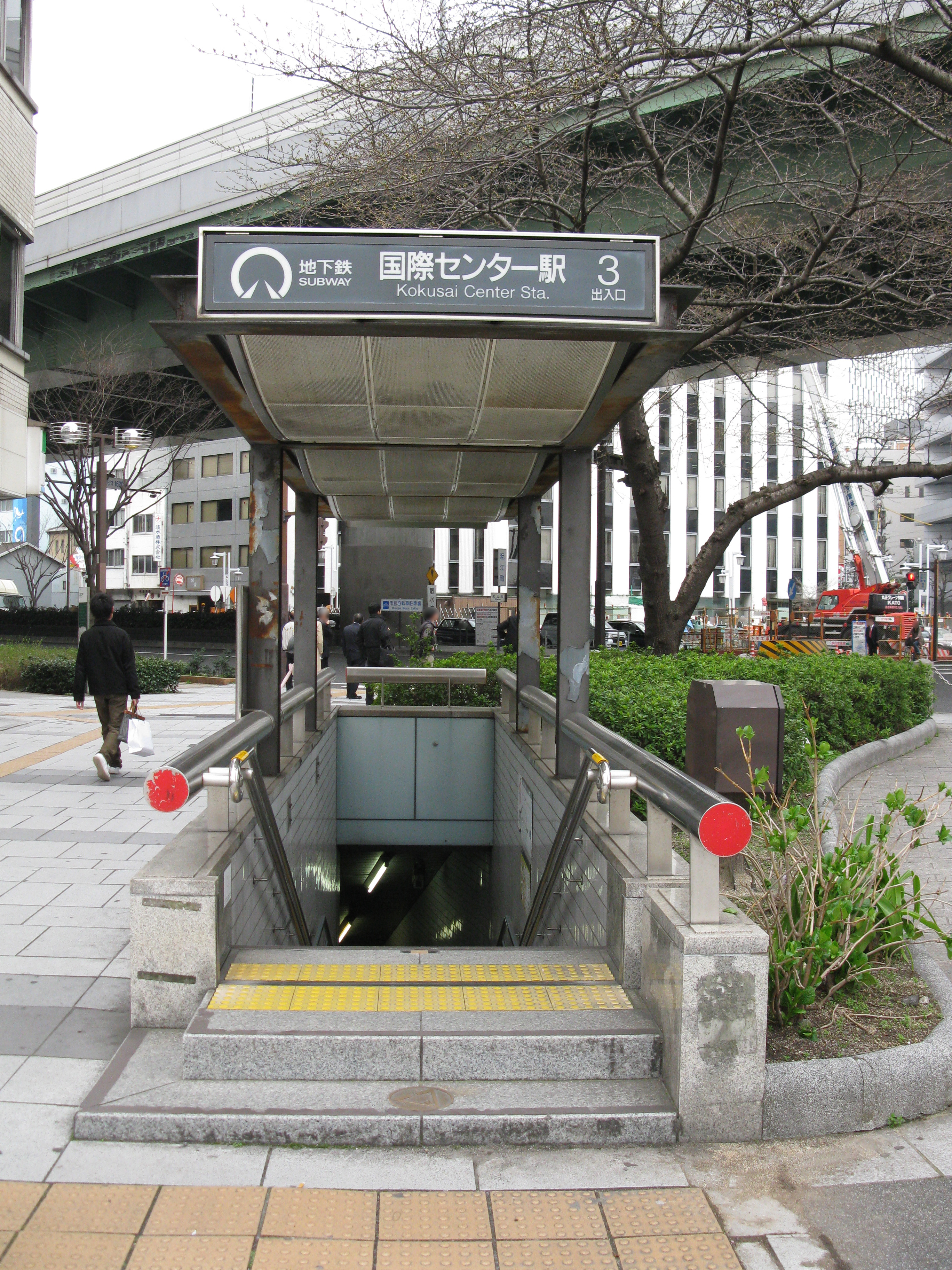
3번 출입구

## 인접역
| 나고야 지하철 ■ 사쿠라도리 선 | 나고야 지하철 ■ 사쿠라도리 선 | 나고야 지하철 ■ 사쿠라도리 선 |
| ----------------------------- | ----------------------------- | ----------------------------- |
| S 02 나고야 다이코도리 방면   |                               | 마루노우치 S 04 도쿠시게 방면 |